# Интертото куп 2007.
Интертото куп 2007. је 46. година овог клупског европског такмичења у фудбалу, 13-ти пут у организацији УЕФЕ, које се ове године одржава по измењеном систему такмичења.

## Учесници
Клубови су остварили право учествовања у Интертото купу, ако су се у лигама своји земаља пласманом нашли иза клубова који су изборили право учешћа у Купу УЕФА.
Упражњено место, одустајањем Шкотске, додељено је Румунији.

## Систем такмичења
Изменама из 2005. године укинуте су две завршне фазе такмичења полуфинала и финала, свођењем такмичења на укупно три кола. по двоструком куп систему. Свака земља чланица УЕФА има у овом такмичењу по једног представника. То је први клуб пласиран у протеклом првенству тих земаља, иза клубова који су се пласирали у Лигу шампиона и УЕФА куп.
Представници чланица УЕФА се на старту разврставају у три кола, у зависности од успеха који је њихова земља имала у досадашњим такмичењима у организацији ФИФА и УЕФА. Укупно учествује 50 клубова из 50 земаља .
У првом колу 28 клубова из слабије пласираних земаља играју по двоструком куп систему са жребом одређеним противником. где укупно има 14 парова, Победници тих сусрета у другом колу играју по истом систему са нових 14 боље пласираних земаља играју 14 утакмица. Осам клубова из најбоље пласираних земаља, у трећем колу чека победнике другог кола. Свих 11 победника из трећег кола пласирају се за такмичење у УЕФА купу у које се укључују од другог кола квалификација.

## Резултати

### 1. коло
Утакмице првог кола су игране у месту првоименоване екипе 23/24. јуна, а реванш мечеви 30. јуна/1. јула 
| Регија            | Меч | Држава            | Клуб                                 | 1. меч | Укупно       | 2. меч | Клуб                        | Држава               |
| ----------------- | --- | ----------------- | ------------------------------------ | ------ | ------------ | ------ | --------------------------- | -------------------- |
| југ — Медитеран   | 1   | Румунија          | Глорија Бистрица                     | 2-1    | 3-2          | 1-1    | ФК Грбаљ Радановићи         | Црна Гора            |
| југ — Медитеран   | 2   | Хрватска          | НК Загреб Загреб                     | 2-1    | 2-2          | 0-1    | КС Влазнија Скадар          | Албанија             |
| југ — Медитеран   | 3   | Кипар             | Етникос Achna                        | 1-0    | 1-2          | 0-2    | Македонија ЂП Скопље        | Република Македонија |
| југ — Медитеран   | 4   | Малта             | ФК Биркиркара Биркиркара             | 0-3    | 1-5          | 1-2    | НК Марибор Марибор          | Словенија            |
| југ — Медитеран   | 5   | Андора            | УЕ Сент Ђулија Сент Ђулија де Лорија | 2-3    | 4-6          | 2-3    | ФК Славија Источно Сарајево | Босна и Херцеговина  |
| Централна — Исток | 6   | Казахстан         | ФК Тобол Кустанај                    | 3-0    | 3-2          | 0-2    | Зестапони                   | Грузија              |
| Централна — Исток | 7   | Белорусија        | ФК Шахтјор Солигорск                 | 4-1    | 4-3          | 0-2    | Арарат Јереван              | Јерменија            |
| Централна — Исток | 8   | Азербејџан        | ФК Баку Баку                         | 1-1    | 2-2 2-4 пен. | 1-1    | Дачија Кишињев              | Молдавија            |
| Централна — Исток | 9   | Луксембург        | ФК Диферданж 03 Диферданж            | 0-2    | 0-5          | 0-3    | Слован Братислава           | Словачка             |
| Север             | 10  | [[Северна Ирска]] | ФК Клифтонвил Белфаст                | 1-1    | 2-1          | 1-0    | Динабург Даугавпилс         | Летонија             |
| Север             | 11  | Шведска           | ИФ Хамарби Стокхолм                  | 1-0    | 3-1          | 2-1    | Класквик                    | Фарска Острва        |
| Север             | 12  | Финска            | ФК Хонка Еспо                        | 0-0    | 4-2          | 4-2    | ТВМК Талин                  | Естонија             |
| Север             | 13  | Исланд            | Валур Рејкјавик                      | 0-2    | 1-2          | 1-0    | Корк сити Корк              | Ирска                |
| Север             | 14  | Литванија         | Ветра Вилњус                         | 3-1    | 6-6          | 3-5    | АФЦ Љанели Љанели           | Велс                 |

### 2. коло
Утакмице другог кола су игране у месту првоименоване екипе 7/8. јула, а реванш мечеви 14/15. јула
| Регија          | Меч | Држава               | Клуб                           | 1. меч | Укупнол      | Реванш | Клуб                     | Држава            |
| --------------- | --- | -------------------- | ------------------------------ | ------ | ------------ | ------ | ------------------------ | ----------------- |
| Југ — Медитеран | A   | Босна и Херцеговина  | ФК Славија Источно Сарајево(5) | 0-0    | 0-3          | 0-3    | ФК Оцелул Галац Галац    | Румунија          |
| Југ — Медитеран | B   | Република Македонија | Македонија ЂП Скопље (3)       | 0-4    | 0-7          | 0-3    | ПФК Черно море Варна     | Бугарска          |
| Југ — Медитеран | C   | Словенија            | НК Марибор Марибор(4)          | 2-0    | 2-5          | 0-5    | Хајдук Родић М&Б Кула    | Србија            |
| Југ — Медитеран | D   | Турска               | ФК Трабзорн Трабзон            | 6-0    | 10-0         | 4-0    | КС Влазнија Скадар       | Албанија          |
| Југ — Медитеран | E   | Израел               | Макаби Хаифа                   | 0-2    | 2-2 2-3 пен. | 2-0    | Глорија Бистрица (1)     | Румунија          |
| Центар — Исток  | F   | Молдавија            | Дачија Кишињев (8)             | 0-1    | 1-1 3-0 пен. | 1-0    | ФК Сент Гален Сент Гален | Швајцарска        |
| Центар — Исток  | G   | Мађарска             | ФК Залаегерсег Залеегерсег     | 0-3    | 0-5          | 0-2    | ФК Рубин Казањ           | Русија            |
| Центар — Исток  | H   | Аустрија             | Рапид Беч                      | 3-1    | 3-2          | 0-1    | СК Слован Братислава     | Словачка          |
| Центар — Исток  | I   | Украјина             | Черноморец Одеса               | 4-2    | 6-2          | 2-0    | ФК Шахтјор Солигорск     | Белорусија        |
| Центар — Исток  | J   | Казахстан            | ФК Тобол Кустанај              | 1-1    | 3-1          | 2-0    | ФК Слован Либерец        | Чешка             |
| Север           | K   | Финска               | ФК Хонка Еспо                  | 2-2    | 3-3          | 1-1    | АаБ Алборг Алборг        | Данска            |
| Север           | L   | Литванија            | ФК Ветра Вилњус (14)           | arr.   | 3-0          | б. б.  | ФК Легија Варшава        | Пољска            |
| Север           | M   | Белгија              | КАА Гент Гент                  | 2-0    | 6-0          | 4-0    | ФЦ Клифтонвил Белфаст    | [[Северна Ирска]] |
| Север           | N   | Ирска                | ФК Корк сити Корк              | 1-1    | 1-2          | 0-1    | ИФ Хамарби Стокхолм      | Шведска           |

### Треће коло
Играло се 21./22. јула а реванш мечеви 28./29. јула. Једанаест екипа које су победиле у овом колу пласирале су се у Куп УЕФА 2007..
| Регија          | Држава    | Клуб                        | 1. меч | Укупно | Реванш | Клуб                       | Држава      |
| --------------- | --------- | --------------------------- | ------ | ------ | ------ | -------------------------- | ----------- |
| Југ — Медитеран | Србија    | Хајдук Родић М&Б Кула (C)   | 1-0    | 2-4    | 1-4    | УД Леирија Леирија         | Португалија |
| Југ — Медитеран | Бугарска  | ПФК Черно море Варна (B)    | 0-1    | 0-2    | 0-1    | УК Сампдорија Ђенова       | Италија     |
| Југ — Медитеран | Румунија  | Глорија Бистрица(1, E)      | 2-1    | 2-2    | 0-1    | Атлетико Мадрид            | Шпанија     |
| Југ — Медитеран | Румунија  | ФК Оцелул Галац Галац (A)   | 2-1    | 4-2    | 2-1    | ФК Трабзон Трабзон(D)      | Турска      |
| Југ — Медитеран | Казахстан | ФК Тобол Кустанај (6, J)    | 1-0    | 2-0    | 1-0    | ОФИ КРИТ                   | Грчка       |
| Центар — Исток  | Молдавија | Дачија Кишињев (8, F)       | 1-1    | 1-5    | 0-4    | Хамбургер Хамбург          | Немачка     |
| Центар — Исток  | Украјина  | Черномерец Одеса(I)         | 0-0    | 1-3    | 1-3    | ФК Ланс Ланс               | Француска   |
| Центар — Исток  | Аустрија  | Рапид Беч (H)               | 3-1    | 3-1    | 0-0    | ФК Рубин Казањ (G)         | Русија      |
| Север           | Литванија | ФК Ветра Вилњус (14, L)     | 0-2    | 0-6    | 0-4    | ФК Блекбурн Ровер Блекбурн | Енглеска    |
| Север           | Шведска   | ИФ Хамарби Стокхолм (11, N) | 0-0    | 1-1    | 1-1    | ФК Утрехт Утрехт           | Холандија   |
| Север           | Белгија   | КАА Гент Гент (M)           | 1-1    | 2-3    | 1-2    | АаБ Алборг Алборг (K)      | Данска      |

1. ↑  КС Влазнија Скадар се квалификовала по правилу гола постигнутог у гостима.
2. ↑  ФК Ветра Вилњус се квалификовао по правилу гола постигнутог у гостима.
3. ↑  АаБ Алборг  се квалификовала по правилу гола постигнутог у гостима.
4. ↑  Због инцидента код резолтата 2-0 Уефа је регистровала утакмицу 3-О за Ветру Вилњус и избацила Легију из Интертото купа 2007.
5. ↑  Атлетико Мадрид се квалификовао по правилу гола постигнутог у гостима
6. ↑  ИФ Хамарби се квалификовао по правилу гола постигнутог у гостима.